# Jan Carel Juta

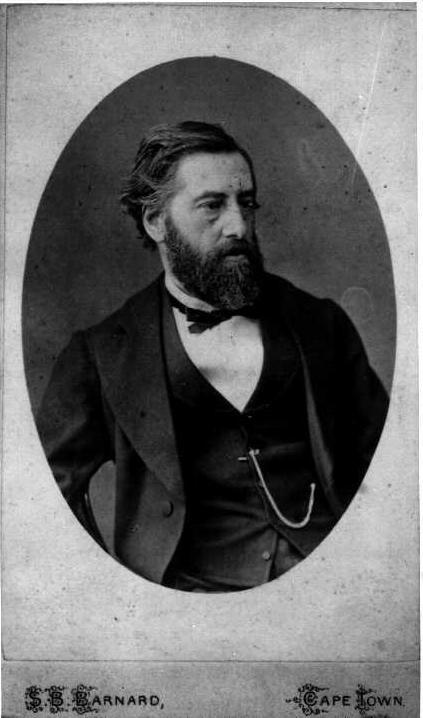
Jan Carel Juta. Fotografie von Samuel Baylis Barnard (1841–1916), Cape Town 1863.

Familienwappen

Jan Carel Juta (* 23. März 1824 in Zaltbommel; † 8. April 1886 in London) war ein holländisch-südafrikanischer Verleger, Buchhändler und Schwager von Karl Marx.

## Leben
Seine Eltern waren der Gemeindesteuereinnehmer Hubertus Johannes Juta (* 1796; † 1870) und Maria Albertina, geb. Offers (* 1792; † 1879). Einer seiner Vorfahren, Cornelius Juta (* 1652; † 1732), war aus dem schwedischen Stralsund nach Amsterdam ausgewandert.
Juta war Notariatskandidat in Zaltbommel und heiratete Louise, eine Tochter von Heinrich Marx am 5. Juni 1853 in Trier und kirchlich am 7. Juni in Traben in Anwesenheit ihres Onkels Lion Philips und Schwagers von ihrer Mutter Henriette Marx.
Nachdem ihm sein Bruder Coenraad Jacobus Juta (* 1827; † 1889), ein Kapitän, von Kapstadt berichtete, beschloss er 1853 nach Südafrika auszuwandern. Auf dem Weg nach dem Kap der Guten Hoffnung besuchte das frisch vermählte Ehepaar Karl Marx und seine Familie in London, weitere Besuche bei ihm sowie Friedrich Engels in Manchester folgten. Bald nach seiner Ankunft 1853 in Südafrika gründete er J. C. Juta, Bookseller und Stationer, Wale Street, Cape Town und verlegte Schulbücher, Regierungsdokumente und wissenschaftliche Werke. Bibeln und Gesangbücher importierte er per Postdampfer aus den Niederlanden und England. Sein Verlag, der auch noch heute besteht, war der Beginn des südafrikanischen Verlagswesens. 30 Jahre stand er an der Spitze seiner Firma. 1883 verkaufte er einen Teil der Firma an seine Prokuristen Jacobus Cuypers und Thomas Mullins Duncan.

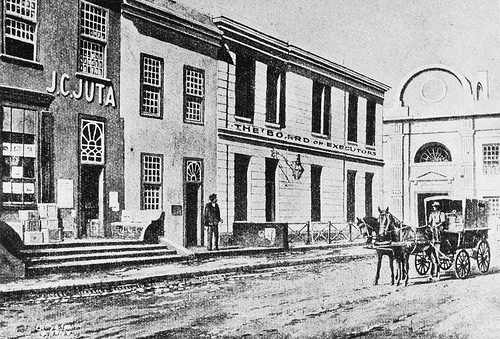
J. C. Juta & Co., Cape Town um 1860

Juta stellte auch Kontakt zu der zweisprachigen Zeitung „De Zuid-Afrikaan“ her. In der Nummer vom 6. März 1854 erschien dann der Artikel „The War in the East“ von Karl Marx. Zwei weitere Artikel lehnte der Verleger Jean Henry Smuts (* 1809; † 1873) am 27. März 1854 in einem Brief an Marx ab.
Juta und seine Frau hatten sieben Kinder: Henrietta (* 1854), Jan Carel (* 1855; † 1900), Henry Hubert (* 1857; † 1930), Emilie, Wilhelma, Louise Emilie (* 1861) und Coenraad Jacobus (* 1865) Auch nach 1883 hatten Juta und seine Familie persönlichen und brieflichen Kontakt mit Marx und seinen Töchtern (Laura Lafargue und Eleanor Marx). Es haben sich zahlreiche Fotografien von der Familie Juta im Nachlass von Laura und Jenny Marx erhalten. Juta starb 1886 im Kreise seiner Familie in London, Sutton Court Road, Chiswick. An seiner Beerdigung nahm Eleanor Marx teil.
Louise Juta kehrte in die Kapkolonie zurück und starb am 3. Juli 1893 in Rondebosch, einem südlichen Vorort von Cape Town. Sie vererbte ihren noch lebenden Kindern Henry Juta, Wilhelma Juta und Louise Hosmer mehr als 35.000 £. einschließlich der Firmenanteile von „J. C. Juta & Co.“